# Mariabeeld (Höfke)

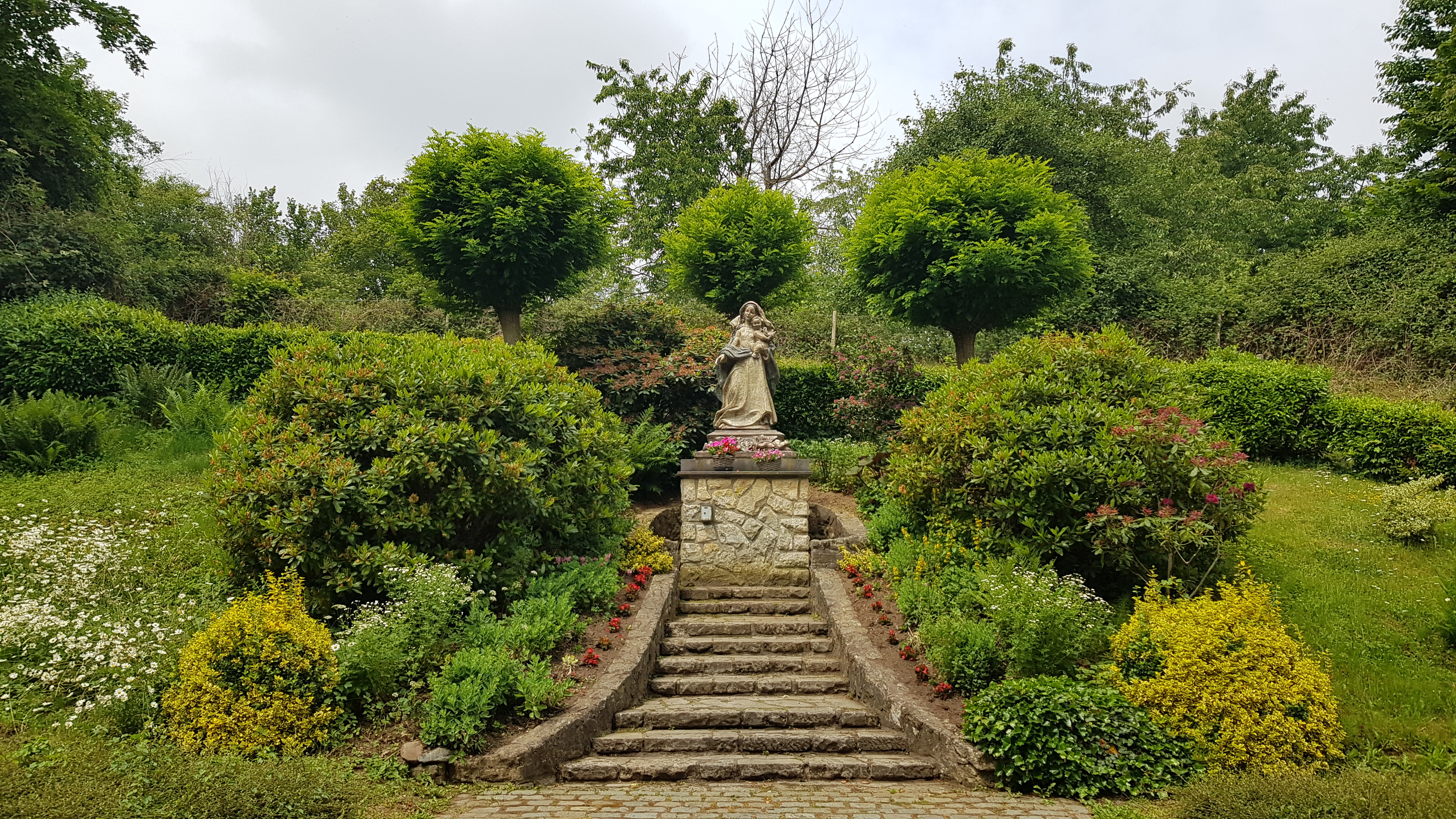
Enscenering

Het Mariabeeld is een standbeeld in Höfke bij Mechelen in de gemeente Gulpen-Wittem in de Nederlandse provincie Limburg. Het beeld staat aan de straat Höfke nabij de Schweibergerweg.

## Geschiedenis
In 1946 werd het beeld geplaatst uit dankbaarheid voor het gespaard zijn gebleven van Mechelen tijdens de Tweede Wereldoorlog. Het beeld is van de hand van beeldhouwer Charles Vos en werd ingezegend door de bisschop van Roermond Guillaume Lemmens.

## Beeldhouwwerk
Het beeld staat op een sokkel bovenaan een trap van natuursteen in een plantsoen. De rechthoekige sokkel is opgetrokken in ruwe brokken natuursteen. Op de sokkel is een rechthoekige hardstenen plaat aangebracht met hierop een opzet. Op deze opzet is het geglazuurde Mariabeeld geplaatst. Het beeld toont de heilige Maria terwijl zij op haar linkerarm tegen zich het kindje Jezus draagt, terwijl die in zijn handen een duif vasthoudt. Onder de voeten van Maria liggen twee engelen die een wapensteen vasthouden.